# Saint-Amand-Jartoudeix
Saint-Amand-Jartoudeix är en kommun i departementet Creuse i regionen Nouvelle-Aquitaine i de centrala delarna av Frankrike. Kommunen ligger i kantonen Bourganeuf som tillhör arrondissementet Guéret. År 2022 hade Saint-Amand-Jartoudeix 152 invånare.

## Befolkningsutveckling
Antalet invånare i kommunen Saint-Amand-Jartoudeix
Referens:INSEE